# Чумара
Чумара (баш. Сумара) — деревня в Калтасинском районе Республики Башкортостан Российской Федерации. Входит в состав Кельтеевского сельсовета.

## География

### Географическое положение
Расстояние до:
- районного центра (Калтасы): 54 км,
- центра сельсовета (Большой Кельтей): 42 км,
- ближайшей ж/д станции (Янаул): 90 км.

## Население
| 2002 | 2009 | 2010 |
| ---- | ---- | ---- |
| 195  | ↘160 | ↘148 |

Национальный состав
Согласно переписи 2002 года, преобладающие национальности — башкиры (41 %), татары (26 %).